# ジョージのこと座

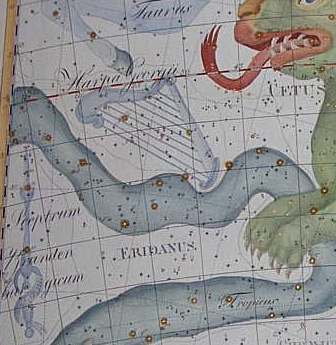
ヨハン・ボーデの星図『ウラノグラフィア』（1801年）に描かれたジョージのこと座

ジョージのこと座（ジョージのことざ、ジョージの琴座、Psalterium Georgii または Harpa Georgii）は、現存しない星座の1つ。
1789年に、ウィーン天文台の台長を務めたハンガリー王国の天文学者マクシミリアン・ヘルによって、おうし座の前脚の南側に作られた。星座名の「ジョージ」は、ウィリアム・ハーシェルの後援者であったジョージ3世のことである。なお、以前はヘルがジョージ2世を称えて1781年に設定したと説明されたことがあった。
この星座の星は現在のエリダヌス座の一部となっている。